# 瓦伊克拉山
15°20′50″S 70°42′33″W / 15.34722°S 70.70917°W
瓦伊克拉山（Waykira），是秘魯的山峰，位於該國東南部普諾大區，由帕爾卡區和帕爾卡區負責管轄，屬於安地斯山脈的一部分，海拔高度5,200米。